# Bornova
Bornova là một huyện thuộc tỉnh İzmir, Thổ Nhĩ Kỳ. Huyện có diện tích 224 km² và dân số thời điểm năm 2007 là 476153 người, mật độ 2126 người/km².